# Operatie Bagration

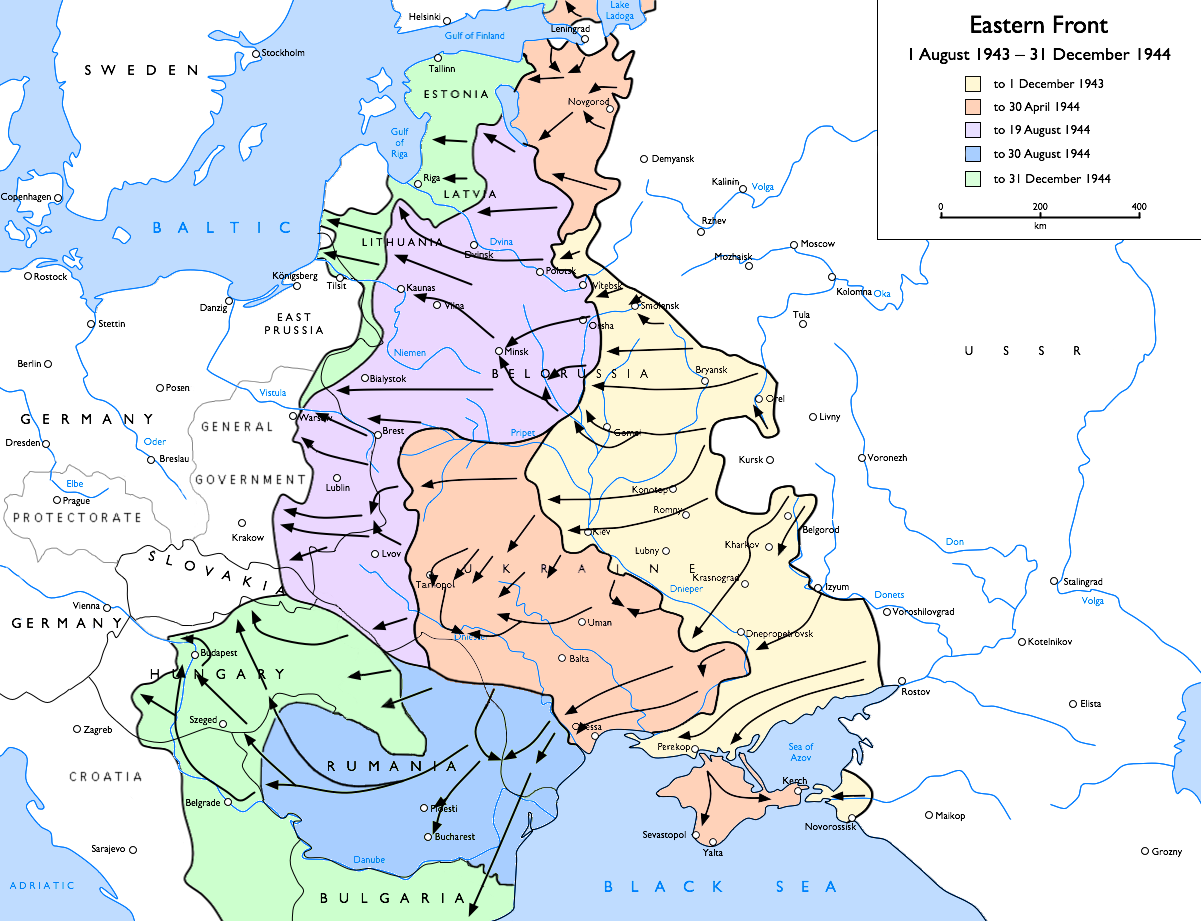
Het oostfront van augustus 1943 tot december 1944

Operatie Bagration (Russisch: Операция Багратион; Operatsia Bagration) was de codenaam voor een offensief door het Rode Leger op het oostfront tussen 22 juni en 19 augustus 1944. De operatie resulteerde in de herovering van Wit-Rusland en het oosten van Polen. De naam verwijst naar Pjotr Bagration, een Russisch generaal ten tijde van de invasie van Rusland door Napoleon Bonaparte.

## Achtergrond
Na de val van Stalingrad op 2 februari 1943, en de nasleep van de nederlaag bij Koersk in de zomer van 1943, werd het Duitse leger door het Rode Leger steeds verder richting Duitsland teruggedreven. Vooral in het zuiden (Oekraïne) waren ze ver teruggeslagen. In het centrum van de frontlijn hadden de Duitsers nog wel een groot deel van het Russische territorium in handen.
Op 1 mei 1944 informeerde Stalin zijn generale staf over zijn plannen om Wit-Rusland te bevrijden. Het oorspronkelijke plan omvatte enkele afleidingsmanoeuvres en één hoofdaanval; later werd dit op advies van Maarschalk Rokossovski gewijzigd in twee hoofdaanvallen. Als afleidingsmanoeuvres werd in het Noorden een aanval ingezet op Finland, een bondgenoot van Duitsland, om zo te vermijden dat de Duitse Heeresgruppe Nord te hulp zou snellen. De aanval in het zuiden moest de Duitsers laten geloven dat de hoofdaanval tegen Roemenië en Hongarije gericht was. De twee hoofdaanvallen vonden echter plaats in het centrum van het front, in Wit-Rusland. 
 De Duitse veldmaarschalk Ernst Busch, opperbevelhebber van de Heeresgruppe Mitte, moest zijn stellingen ter hoogte van Minsk verdedigen en tegelijkertijd versterkingen naar het zuiden sturen. Dit werd bemoeilijkt omdat de Sovjets het luchtoverwicht hadden en zo de Duitse verkenningsvliegtuigen aan de grond konden houden.

## Operatie Bagration
Op 22 juni 1944 vielen de Sovjettroepen eerst aan ten noorden van de stad Vitebsk. De volgende dag begon een aanval ten zuiden van Vitebsk. Op die manier werd getracht de stad af te sluiten. Op hetzelfde ogenblik startte ook de aanval op Orsja; deze was minder succesvol. Een dag later werd de zuidelijke sector van de saillant rond Bobruisk aangevallen. Omdat Busch de Sovjets nu langs alle richtingen zag naderen, vroeg hij Hitler om toestemming zich te mogen terugtrekken. Het 3e Pantserleger mocht zich terugtrekken maar er moesten eenheden achterblijven om Vitebsk te verdedigen. De stad viel een paar dagen later.
De terugtrekking was echter veel te laat ingezet en op 28 juni werd het 3e Pantserleger vernietigd. Het 4e Leger probeerde zich nog terug te trekken naar Minsk maar liep net als het 9e Leger in de Sovjetval. 
Hitler verving hierna Busch door Walter Model, aanvoerder van Heeresgruppe Nord. Ook Georg Lindemann werd ontslagen omdat hij de terugtrekking wilde voortzetten. Op 3 juli werd Minsk ingenomen; zes dagen later was het gebied rond Brody aan de beurt. De Heeresgruppe Mitte bleef uiteenvallen en op 20 juli werd de Boeg bereikt. Na 300 km opmars was het Rode Leger door zijn voorraden heen, zodat een pauze moest worden ingelast. Model reorganiseerde zijn troepen maar kon de Sovjet-oorlogsmachine niet tegenhouden. Op 31 juli gingen de Sovjets ter hoogte van Warschau in de verdediging. Het zou nog duren tot januari 1945 vooraleer de stad zou vallen.

## Gevolgen
De gevechten leidden tot de grootste Duitse nederlaag in de Tweede Wereldoorlog, want hierbij verloren zij veel meer aan manschappen, materieel en terrein dan in de slag om Stalingrad of in de tegelijkertijd woedende Slag om Normandië. De Heeresgruppe Mitte werd nagenoeg volledig vernietigd. De Duitsers verloren 2.000 tanks en 57.000 andere voertuigen. De menselijke verliezen aan de Duitse kant worden geschat op 290.000 doden, 120.000 gewonden en 150.000 gevangenen. Aan Sovjet-zijde waren de verliezen: 178.507 doden en vermisten, 590.848 gewonden en zieken.